# That Girl Lay Lay
That Girl Lay Lay es una serie de televisión de comedia estadounidense creado por David A. Arnold que se estrenó en Nickelodeon el 23 de septiembre de 2021. La serie está protagonizada por That Girl Lay Lay, Gabrielle Nevaeh Green, Tiffany Daniels, Thomas Hobson, Peyton Perrine III y Caleb Brown.

## Premisa
Luchando por dejar su marca en la escuela y necesitando un mejor amigo con quien hablar, Sadie desea que Lay Lay, un avatar artificialmente inteligente de una aplicación de afirmación personal, fuera real y pudiera ayudarla a enseñarle cómo sobresalir. Cuando su deseo se hace realidad y Lay Lay cobra vida mágicamente, navegan por la vida como adolescentes y descubren quiénes son realmente, todo mientras intentan mantener oculta la identidad de Lay Lay.

## Reparto

### Principal
- That Girl Lay Lay como Lay Lay, un avatar de teléfono con inteligencia artificial que cobra vida en la forma de una adolescente humana con habilidades especiales.
- Gabrielle Nevaeh Green como Sadie, una chica que era dueña de la versión de avatar de teléfono de Lay Lay hasta que cobró vida.
- Tiffany Daniels como Trish, la madre de Sadie
- Thomas Hobson como Bryce, el padre de Sadie
- Peyton Perrine III como Marky, el hermano de Sadie
- Caleb Brown como Jeremy (temporada 1), compañero de clase de Sadie y Lay Lay
- Elijah M. Cooper como Cobo (temporada 2)

### Periódico
- Andrea Barber como directora Willingham
- Kensington Tallman como Tiffany, la chica más popular de la escuela
- Ishmel Sahid como Woody
- Anna-Grace Arnold como Gigi
- Sean Phillip Glasgow como Lugnut
- Archer Vattano como Scoots
- Graydon Yosowitz como Graydon Waydon

## Producción
El 18 de marzo de 2021, Nickelodeon ordenó a That Girl Lay Lay una serie de 13 episodios, protagonizada por Alaya High, también conocida como Lay Lay. La serie fue creada por David A. Arnold, quien también se desempeña como showrunner, y es producida por Will Packer Productions. La producción de la serie comenzó en el verano de 2021. David A. Arnold, Will Packer, Carolyn Newman, John Beck y Ron Hart son los productores ejecutivos. El 2 de julio de 2021, se anunció que Gabrielle Nevaeh Green como Sadie, Peyton Perrine III como Marky, Tiffany Daniels como Trish, Thomas Hobson como Bryce y Caleb Brown como Jeremy se unieron al elenco principal. El 26 de agosto de 2021, se anunció que la serie se estrenaría el 23 de septiembre de 2021.
El 28 de enero de 2022, la serie fue renovada para una segunda temporada, que se estrenó el 14 de julio de 2022. El 19 de marzo de 2024, Nickelodeon canceló la serie tras dos temporadas.

## Episodios
| Temporada | Temporada | Episodios | Episodios | Emisión original         | Emisión original       |
| Temporada | Temporada | Episodios | Episodios | Primera emisión          | Última emisión         |
| --------- | --------- | --------- | --------- | ------------------------ | ---------------------- |
|           | 1         | 13        | 13        | 23 de septiembre de 2021 | 9 de diciembre de 2021 |
|           | 2         | 32        | 32        | 14 de julio de 2022      | 20 de marzo de 2024    |

### Temporada 1 (2021)
| N.º en serie | N.º en temp. | Título                                                                               | Dirigido por          | Escrito por                           | Emisión original         | Código de prod. | Audiencia (millones) |
| --- | ------------ | ------------------------------------------------------------------------------------ | --------------------- | ------------------------------------- | ------------------------ | --------------- | -------------------- |
| 1 | 1            | «Out the App» «Salió de la aplicación»                                               | Wendy Faraone         | David A. Arnold                       | 23 de septiembre de 2021 | 101             | 0.27                 |
| Sadie Alexander, una adolescente, pide el deseo de que su avatar de chica exagerada, Lay Lay, cobre vida. Cuando se queda dormida, Lay Lay se transforma mágicamente en un humano real, por lo que Sadie tiene que mantenerla en secreto, haciéndola pasar por una estudiante de intercambio de Houston, o la gente sospechará. Lay Lay convence a Sadie de que podría sobresalir al postularse para presidenta de la clase contra Tiffany, la chica popular de la escuela. Estrellas invitadas: Andrea Barber, Kensington Tallman, Emma Winnick, Christine Rodríguez                                                                                |              |                                                                                      |                       |                                       |                          |                 |                      |
| 2 | 2            | «Lay Lay Lies Lies» «Las mentiras de Lay Lay»                                        | Wendy Faraone         | Emily Winter y William Luke Schreiber | 30 de septiembre de 2021 | 102             | 0.26                 |
| Después de que Lay Lay insulta la cena de Trish, ella y Sadie tienen que lavar los platos. Sadie luego le enseña a Lay Lay sobre pequeñas mentiras piadosas, como que la familia elogie los "platos de Trish" cuando en realidad no les gustan. Lay Lay lleva la mentira piadosa al extremo cuando dice que los platos de Trish deben prepararse todos los días, lo que lleva a Sadie y Lay Lay a preparar su propia cena, con resultados desastrosos. Mientras tanto, Marky y Bryce intentan ganar dinero vendiendo tazas de hamburguesas a Woody (Ishmel Sahid). Estrellas invitadas: Ishmel Sahid, Isaiah Morgan Ausente: Caleb Brown como Jeremy |              |                                                                                      |                       |                                       |                          |                 |                      |
| 3 | 3            | «You-Go-Girl-Kart» «La chica de los karts»                                           | Wendy Faraone         | Desia Gore                            | 7 de octubre de 2021     | 103             | 0.19                 |
| Lay Lay decide unirse al club de automovilistas para poder hacer un viaje con estilo, pero Sadie, que siente que lo arruinará, también se une. Cuando Lugnut (Sean Philip Glasgow) los insulta diciendo que construir autos es solo para niños, lo que hace que intenten construir su propio vehículo para contrarrestar a Lugnut. Mientras tanto, Marky y Jeremy notan el nuevo invento de Trish y quieren promocionarlo. Estrellas invitadas: Andrea Barber, Kensington Tallman, Emma Winnick, Sean Philip Glasgow, Josh Banday Ausente: Tiffany Daniels como Trish, Thomas Hobson como Bryce                                                      |              |                                                                                      |                       |                                       |                          |                 |                      |
| 4 | 4            | «Lay Lay the Legendary» «La legendaria y mágica Lay Lay»                             | Leonard R. Garner Jr. | Randi Barnes                          | 14 de octubre de 2021    | 105             | 0.28                 |
| Estrella invitada: Kate Flannery |              |                                                                                      |                       |                                       |                          |                 |                      |
| 5 | 5            | «Ha-Lay-Lay-Ween»                                                                    | Jody Margolin Hahn    | Randi Barnes                          | 21 de octubre de 2021    | 110             | 0.25                 |
| Estrellas invitadas: Andrea Barber, Kensington Tallman, Ishmel Sahid, Christine Rodríguez, Josh Banday Ausente: Tiffany Daniels como Trish, Thomas Hobson como Bryce |              |                                                                                      |                       |                                       |                          |                 |                      |
| 6 | 6            | «BoomBox Burger Bop» «La canción de BoomBox Burger»                                  | Leonard R. Garner Jr. | Anthony Hill                          | 28 de octubre de 2021    | 106             | 0.18                 |
| Estrellas invitadas: Andrea Barber, Ishmel Sahid, Sean Philip Glasgow, Graydon Yosowitz |              |                                                                                      |                       |                                       |                          |                 |                      |
| 7 | 7            | «Ha-Lay-Lay-Lujah» «¡A-Lay-Lay-luya!»                                                | Leonard R. Garner Jr. | Angel Hobbs                           | 4 de noviembre de 2021   | 111             | 0.26                 |
| Cuando los Alexander asisten a su visita mensual a la iglesia, Lay Lay huele el helado especial de Bryce sin permiso y comienza a sufrir un sobrecalentamiento severo. Sadie debe convencer a Lay Lay de que diga la verdad si su problema técnico se detiene. Mientras tanto, Marky finge estar enfermo para no ir a la iglesia y poder ver una nueva película. Estrellas invitadas: Ishmel Sahid, David A. Arnold, Lonyé Perrine, Roz Ryan Ausente: Caleb Brown como Jeremy |              |                                                                                      |                       |                                       |                          |                 |                      |
| 8 | 8            | «That Dude Dylan» «Ese niño Dylan»                                                   | Kim Fields            | Desia Gore                            | 11 de noviembre de 2021  | 108             | 0.49                 |
| Estrellas invitadas: Dylan Gilmer, Ishmel Sahid, Sean Philip Glasgow, Billy Van Zandt, Everly Carganilla Ausente: Tiffany Daniels como Trish |              |                                                                                      |                       |                                       |                          |                 |                      |
| 9 | 9            | «Mozzarella Heads» «Las payasas»                                                     | Kim Fields            | John D. Beck y Ron Hart               | 11 de noviembre de 2021  | 107             | 0.36                 |
| Estrella invitada: Natalie Lander Ausente: Thomas Hobson como Bryce |              |                                                                                      |                       |                                       |                          |                 |                      |
| 10 | 10           | «Lay Lay & Sadie's Big Hair Adventure» «La gran aventura capilar de Lay Lay y Sadie» | Leonard R. Garner Jr. | Angel Hobbs                           | 18 de noviembre de 2021  | 104             | 0.31                 |
| Estrellas invitadas: Kym Whitley, Ishmael Sahid Ausente: Caleb Brown como Jeremy |              |                                                                                      |                       |                                       |                          |                 |                      |
| 11 | 11           | «Make Room for Lay Lay» «Un lugar para Lay Lay»                                      | Jody Margolin Hahn    | David A. Arnold                       | 25 de noviembre de 2021  | 109             | 0.27                 |
| Estrellas invitadas: Kensington Tallman, Ishmael Sahid, Tara Perry |              |                                                                                      |                       |                                       |                          |                 |                      |
| 12 | 12           | «Fa-La-La-La-La-La-La-Lay-Lay»                                                       | Wendy Faraone         | Emily Winter y William Luke Schreiber | 2 de diciembre de 2021   | 112             | 0.30                 |
| Estrellas invitadas: Andrea Barber, Ishmel Sahid, Pyper Braun |              |                                                                                      |                       |                                       |                          |                 |                      |
| 13 | 13           | «Granny Fae Fae & Lay Lay» «La abuela Fae Fae y Lay Lay»                             | Morenike Joela Evans  | John D. Beck y Ron Hart               | 9 de diciembre de 2021   | 113             | 0.23                 |
| Cuando Sadie no obtiene el papel que quería en la obra y la broma de Lay Lay al director sale mal, el director Willingham exige que vea a los padres de Lay Lay, de lo contrario la expulsarán. Sabiendo que Lay Lay no es de Houston, Sadie decide disfrazarse de su abuela Fae Fae; a pesar de las dificultades, la conferencia va bien y Lay Lay está fuera de peligro. El episodio termina en un suspenso cuando Marky escucha a Sadie hablar sobre la verdadera identidad de Lay Lay. Estrellas invitadas: Andrea Barber, Graydon Yosowitz |              |                                                                                      |                       |                                       |                          |                 |                      |

### Temporada 2 (2022–24)
| N.º en serie | N.º en temp. | Título                                                                    | Dirigido por           | Escrito por                              | Fecha de emisión original | Código de prod. | Audiencia (millones) |
| --- | ------------ | ------------------------------------------------------------------------- | ---------------------- | ---------------------------------------- | ------------------------- | --------------- | -------------------- |
| 14 | 1            | «Ain't That a Glitch» «Anomalías»                                         | Wendy Faraone          | David A. Arnold, John D. Beck y Ron Hart | 14 de julio de 2022       | 201–202         | 0.25                 |
| Estrellas invitadas: Joey Bragg, Sanai Victoria |              |                                                                           |                        |                                          |                           |                 |                      |
| 15 | 2            | «The Burger Games» «Los juegos de la hamburguesa»                         | Wendy Faraone          | Randi Barnes                             | 21 de julio de 2022       | 203             | 0.15                 |
| Estrellas invitadas: Andrea Barber, Ishmel Sahid, Elijah M. Cooper, Kensington Tallman, Anna-Grace Arnold, Wilkie Ferguson                                   |              |                                                                           |                        |                                          |                           |                 |                      |
| 16 | 3            | «Lay Lay's Beauty Shop Day Day» «Un día de chicas en el salón de belleza» | Kim Fields             | Desia Gore                               | 28 de julio de 2022       | 204             | 0.13                 |
| Estrellas invitadas: Ishmel Sahid, Sean Philip Glasgow, Roz Ryan, Lonyé Perrine, Elijah M. Cooper, Archer Vattano, Marcus Folmar                             |              |                                                                           |                        |                                          |                           |                 |                      |
| 17 | 4            | «Lay Lay Gets a Pet Pet» «Lay Lay tiene una mascota»                      | Kim Fields             | Emily Winter y William Luke Schreiber    | 4 de agosto de 2022       | 205             | 0.20                 |
| Estrellas invitadas: Andrea Barber, Ishmel Sahid, Anna-Grace Arnold, Elijah M. Cooper, Archer Vattano                                                        |              |                                                                           |                        |                                          |                           |                 |                      |
| 18 | 5            | «Dylan and Rebecca's Cleve-Land-Land Adventure» «Aventura en Cleveland»   | Jody Margolin Hahn     | Desia Gore                               | 15 de septiembre de 2022  | 210             | 0.17                 |
| Estrellas invitadas: Young Dylan, Celina Smith, Archer Vattano, Joey Bragg, Brittany Ross                                                                    |              |                                                                           |                        |                                          |                           |                 |                      |
| 19 | 6            | «Fami-Lay-Lay-Reunion» «Reunión familiar»                                 | Leonard R. Garner Jr.  | Angel Hobbs                              | 22 de septiembre de 2022  | 207             | 0.16                 |
| Estrellas invitadas: Ramon Reed, Travis Wolfe Jr., Patricia Belcher, Gregg Daniel, Terrell Lee, Napiera Groves Boykin Ausente: Peyton Perrine III como Marky |              |                                                                           |                        |                                          |                           |                 |                      |
| 20 | 7            | «Bars» «Barras de rap»                                                    | Jody Margolin Hahn     | Freddie Gutierrez                        | 29 de septiembre de 2022  | 206             | 0.19                 |
| Estrella invitada: Andrea Barber, Darryl "DMC" McDaniels, Kensington Tallman, Sean Philip Glasgow, Graydon Yosowitz, Elijah M. Cooper                        |              |                                                                           |                        |                                          |                           |                 |                      |
| 21 | 8            | «Freaky Fri-Day-Day» «Lay Lay tiene un viernes de locos»                  | Leonard R. Garner Jr.  | David A. Arnold                          | 13 de octubre de 2022     | 208             | 0.23                 |
| Estrellas invitadas: Kensington Tallman, Menik Gooneratne, Boone Nelson, Jane Carr Ausente: Peyton Perrine III como Marky                                    |              |                                                                           |                        |                                          |                           |                 |                      |
| 22 | 9            | «Lay Lay's Line Line Dance Dance» «El baile de Lay Lay»                   | Leonard R. Garner Jr.  | Randi Barnes                             | 20 de octubre de 2022     | 209             | 0.14                 |
| Estrellas invitadas: Andrea Barber, Elijah M. Cooper, Josh Banday                                                                                            |              |                                                                           |                        |                                          |                           |                 |                      |
| 23 | 10           | «Lay Lay's Par-Tay-Tay» «¡Fiesta!»                                        | Kelly Elizabeth Jensen | Emily Winter y William Luke Schreiber    | 27 de octubre de 2022     | 212             | 0.20                 |
| Estrellas invitadas: Kensington Tallman, Elijah M. Cooper, Graydon Yosowitz, Anna-Grace Arnold                                                               |              |                                                                           |                        |                                          |                           |                 |                      |
| 24 | 11           | «How Zelda Got Her Groove Back Back» «Zelda vuelve al ruedo»              | Wendy Faraone          | Freddie Gutierrez                        | 15 de diciembre de 2022   | 213             | —                    |
| Estrellas invitadas: Andrea Barber, Ishmel Sahid, Parvesh Cheena, Elijah M. Cooper, Archer Vattano, Graydon Yosowitz                                         |              |                                                                           |                        |                                          |                           |                 |                      |
| 25 | 12           | «The App Came Back» «La aplicación regresa»                               | Evelyn Belasco         | John D. Beck y Ron Hart                  | 25 de diciembre de 2022   | 211             | 0.26                 |
| Estrellas invitadas: Andrea Barber, Ishmel Sahid, Kensington Tallman, Elijah M. Cooper, Graydon Yosowitz, Miia Harris                                        |              |                                                                           |                        |                                          |                           |                 |                      |
| 26 | 13           | «The Packer Packer Bowl»                                                  | Wendy Faraone          | John D. Beck y Ron Hart                  | 16 de febrero de 2023     | 217             | 0.17                 |
| 27 | 14           | «Sorori-Tay-Tay»                                                          | Kim Fields             | Angel Hobbs                              | 23 de febrero de 2023     | 216             | 0.10                 |
| Ausente: Thomas Hobson como Bryce |              |                                                                           |                        |                                          |                           |                 |                      |
| 28 | 15           | «Beastie Pie»                                                             | Wendy Faraone          | Emily Winter y William Luke Schreiber    | 2 de marzo de 2023        | 214             | 0.13                 |
| 29 | 16           | «Bringing Down the House House»                                           | Natalie Van Doren      | Randi Barnes                             | 9 de marzo de 2023        | 215             | 0.10                 |
| 30 | 17           | «Bring It On»                                                             | Evelyn Belasco         | Desia Gore                               | 16 de marzo de 2023       | 218             | 0.15                 |
| 31 | 18           | «Lay Lay's Little Little»                                                 | Morenike Joela Evans   | Sandra Oyeneyin                          | 23 de marzo de 2023       | 219             | 0.13                 |
| 32 | 19           | «Judge Lay Lay»                                                           | Leonard R. Garner Jr.  | David A. Arnold                          | 30 de marzo de 2023       | 220             | 0.09                 |
| 33 | 20           | «Lay Lay Gets Ready to Rumble Rumble»                                     | Kim Fields             | Freddie Gutierrez                        | 6 de abril de 2023        | 222             | 0.16                 |
| 34 | 21           | «Ask Away-Way with Lay Lay»                                               | Evelyn Belasco         | Angel Hobbs                              | 13 de abril de 2023       | 223             | 0.12                 |
| 35 | 22           | «All I Want for Christmas Is Lay Lay»                                     | Jody Margolin Hahn     | Randi Barnes                             | 20 de diciembre de 2023   | 221             | 0.06                 |
| 36 | 23           | «Those Girls Lay Lay»                                                     | Leonard R. Garner Jr.  | Desia Gore                               | 19 de febrero de 2024     | —               | —                    |
| 37 | 24           | «Sooth-Sadie»                                                             | Morenike Joela Evans   | Emily Winter y William Luke Schreiber    | 21 de febrero de 2024     | —               | —                    |
| 38 | 25           | «Lay Lay Goes Away-Way»                                                   | Wendy Faraone          | David A. Arnold                          | 28 de febrero de 2024     | —               | —                    |
| 39 | 26           | «Out the App 2: E-Lay-Lay-tric Boogaloo»                                  | Wendy Faraone          | John D. Beck & Ron Hart                  | 28 de febrero de 2024     | —               | —                    |
| 40 | 27           | «Granny Fae Fae's Back to Play Play»                                      | Gwen Victor            | Mariah Rochelle Smith                    | 6 de marzo de 2024        | —               | —                    |
| 41 | 28           | «School of Rap»                                                           | John D. Beck           | Alice Gammill                            | 6 de marzo de 2024        | —               | —                    |
| 42 | 29           | «One Mo Bo»                                                               | Natalie Van Doren      | Angel Hobbs                              | 13 de marzo de 2024       | —               | —                    |
| 43 | 30           | «Adventures in Parent-Sitting»                                            | Evelyn Belasco         | Warren Hutcherson                        | 13 de marzo de 2024       | —               | —                    |
| 44 | 31           | «Powers to the People»                                                    | Jody Margolin Hahn     | Sandra Oyeneyin                          | 20 de marzo de 2024       | —               | —                    |
| 45 | 32           | «Toothaches and CHOFMA Breaks»                                            | Evelyn Belasco         | Freddie Gutierrez                        | 20 de marzo de 2024       | —               | —                    |

## Transmisión
That Girl Lay Lay se estrenó originalmente el 23 de septiembre de 2021 en Nickelodeon y estuvo disponible en Netflix el 21 de enero de 2022. La segunda temporada se estrenó el 14 de julio de 2022 en Nickelodeon, los primeros 13 episodios de la temporada llegaron a Netflix el 23 de febrero de 2023.
En España se estrenó la primera temporada por la señal de Nickelodeon el 27 de febrero de 2023, mientras que en Latinoamérica, la serie se estrenó el 14 de abril de 2023 en Nickelodeon Latinoamérica.